# 桃 (松型駆逐艦)
桃（もも）は、大日本帝国海軍の駆逐艦。松型駆逐艦（丁型）の4番艦である。日本海軍の艦名としては桃型駆逐艦の1番艦「桃」に続いて2代目。
舞鶴海軍工廠で建造され1944年（昭和19年）6月10日に竣工、訓練部隊の第十一水雷戦隊に編入された。
7月15日、新編の第43駆逐隊に所属。8月20日以降、新編の第三十一戦隊に所属した。11月上旬、第三十一戦隊は航空戦艦2隻（日向、伊勢）を護衛して内地を出発、新南群島で別れたあとマニラに向かうが、旗艦の相次ぐ被雷に遭遇した。
マニラ進出後は12月7日の第八次多号作戦に参加、小破した。
12月14日のマニラ空襲で損傷し、台湾に向け避退中の12月15日夜、アメリカ潜水艦「ホークビル」の攻撃で撃沈された。

## 艦歴

### 建造経緯
1942年戦時建造補充(改⑤)追加計画丁型(一等)駆逐艦第5484号艦として、舞鶴海軍工廠で建造。
1943年（昭和18年）11月5日、起工。
1944年（昭和19年）1月25日、『桃』と命名される。同日付で駆逐艦3隻（竹、梅、桃）は松型駆逐艦に類別された。
3月25日、舞鶴海軍工廠でネームシップの「松」や駆逐艦「冬月」の艤装が急がれる中、「桃」は進水する。
「桃」は同日付で舞鶴鎮守府籍となった。
4月25日、日本海軍は駆逐艦「刈萱」艦長等を歴任した益満行孝少佐を艤装員長に任命する。
5月1日、舞鶴海軍工廠に艤装員事務所を設置した。
6月10日、「桃」は竣工し、艤装員事務所は撤去される。益満艤装員長も制式に初代艦長となった。

### 竣工後
竣工と共に、「桃」は訓練部隊の第十一水雷戦隊に編入される。
残工事を終えて6月16日に舞鶴を出発、瀬戸内海へ移動する。翌17日以降、内海西部にあって、工事や修理をおこなう。
7月15日付で、秋月型駆逐艦2隻（霜月、冬月）により第41駆逐隊が、松型駆逐艦4隻（梅、竹、松、桃）により第43駆逐隊（駆逐隊司令菅間良吉中佐）が、それぞれ編制される。第43駆逐隊は第十一水雷戦隊に編入された。7月29日、5隻（長良、冬月、桃、梅、竹）で訓練をおこなう。
翌7月30日から8月3日まで、十一水戦旗艦は戦艦「扶桑」になった。
8月3日、呉海軍工廠で駆逐艦「涼月」の修理が終わる。
8月上旬から中旬にかけて、「桃」をふくむ十一水戦（旗艦「桑」）は「涼月」と訓練をおこなった。
8月14日夜、第四航空戦隊（司令官松田千秋少将）の航空戦艦2隻（伊勢、日向）が夜間射撃訓練をおこない、「桃」は標的の曳的艦になった。

### 第三十一戦隊
8月20日、第43駆逐隊は新編された第三十一戦隊（司令官江戸兵太郎少将、旗艦「五十鈴」）に編入された。編入後も僚艦と共に瀬戸内海で訓練を続行する。
9月10日、「梅」艦長・益満少佐は呉鎮守府付となり、皆川芳雄少佐が艦長に補職される
10月25日には松型4隻（桃、梅、樅、榧）で、台湾の第二航空艦隊むけ輸送作戦を行う空母「海鷹」と「龍鳳」を護衛して佐世保を出撃し、10月27日に基隆に到着。輸送任務を終えた後は10月30日に基隆を出港して佐世保を経由し、11月2日に呉に帰投した。
第三十一戦隊は旗艦の軽巡洋艦「五十鈴」と、護衛部隊（秋月型駆逐艦〈霜月〉、松型駆逐艦〈 桑、桐、杉、桃、梅〉）という編成で、南方に進出する第四航空戦隊の航空戦艦2隻（日向、伊勢）を護衛する。南方輸送部隊「Ｈ部隊」は11月9日に五島列島有川湾を出撃し、馬公経由で14日に南沙諸島（新南群島）に到着した。
11月17日、同地で四航戦と護衛艦艇（霜月、梅、桐）と別れ、第三十一戦隊はマニラに進出した。マニラ進出後の11月19日、第三十一戦隊旗艦「五十鈴」がマニラ沖合で、アメリカ潜水艦「ヘイク (USS Hake, SS-256) 」の雷撃を受ける。被雷により艦尾と舵を失った「五十鈴」は昭南、次いでスラバヤに下がって修理が行われる事となり、「桃」は「五十鈴」を護衛して昭南に向かった。
シンガポール到着後、第三十一戦隊旗艦は「五十鈴」から駆逐艦「霜月」（第41駆逐隊司令駆逐艦）に変更された。
11月24日、「霜月」と「桃」は昭南を出撃、ボルネオ島ブルネイ湾に向かう。
直後の11月25日未明、アメリカ潜水艦「カヴァラ (USS Cavalla, SS-244) 」の雷撃で「霜月」は沈没した。江戸少将（戦死により海軍中将へ昇進）以下第三十一戦隊司令部全員と第41駆逐隊司令脇田喜一郎大佐、さらに「霜月」艦長を含む乗員の大半が戦死した。ソナーと聴音機で捜索するも、「カヴァラ」は浮上してレーダーを使用して雷撃していたため探知できなかった。「桃」は46名の生存者を救助の後マニラに再進出し、レイテ島行きの多号作戦に参加する事となる。江戸少将の戦死により、「扶桑」艦長等を歴任した鶴岡信道少将が第三十一戦隊司令官に任命された。
「桃」が「五十鈴」を護衛していた時期に、第三十一戦隊は第五艦隊に編入されていた。ルソン島マニラ進出後の「桃」は、マニラからレイテ島西岸オルモックへの陸軍兵力輸送作戦「多号作戦」に参加する。
12月5日午前10時30分、第八次多号作戦輸送部隊（駆逐艦3隻〈梅、桃、杉〉、第11号輸送艦、第18号駆潜艇、第38号駆潜艇、輸送船4隻〈赤城山丸、白馬丸、第五真盛丸、日祥丸〉）と、SS艇3隻（6号、7号、9号）はマニラを出撃した。輸送部隊は第43駆逐隊司令が指揮をとり、第68旅団（旅団長栗栖猛夫陸軍少将、主力4,000名）など、合計約6900名が各艦に分乗した。
上陸予定日の12月7日早朝、日本陸軍航空部隊がオルモック南方に大規模船団を発見、上級司令部は判別に迷ったが、やがて敵輸送船団と判明した。日本陸海軍航空部隊は、多号作戦部隊の護衛と、敵上陸船団攻撃の両方を行う羽目になった。アメリカ軍第77師団のオルモック南方上陸でレイテ島地上戦の状況が一変し、菅間大佐（第43駆逐隊司令。「梅」座乗）はオルモック湾への接近を断念し、揚陸地をレイテ島西岸北方のサン・イシドロに変更した。
同日午前9時、第八次輸送部隊はサン・イシドロに到着して揚陸を開始した。のべ25機の日本海軍戦闘機が船団の上空直掩を実施した。同地には接岸施設がなく、兵員の揚陸は成功したが重火器の揚陸は出来なかった。また揚陸中にタクロバンからの陸軍機と海兵隊機の爆撃を受け、多数の死傷者を出した。船団も「白馬（しろうま）丸」（日本郵船、2,857トン）が撃沈され、残りの輸送船も海岸に擱座して壊滅した。重装備を失ってレイテ島に上陸した第六十八旅団は、その後の地上戦で「消滅」した。マニラへの帰投中、空襲を受け僚艦「杉」が損傷した。「桃」もマスバテ島の暗礁に触れたものの、離礁してマニラに帰投できた。

### 沈没
12月14日、第38任務部隊（ジョン・S・マケイン・シニア中将）の艦上機がマニラを襲撃した。4度の攻撃を受けて5機を撃墜したと判断されたが、「桃」は2発の直撃弾と多数の至近弾により第二缶室と前部機械室、通信装置、水測兵器が使用不能となって最大速力は14ノットに落ちた。一時は火災が発生して誘爆を防ぐため魚雷は投棄され、戦死者30名と負傷者102名を出した。蒸化器も破損して真水にも事欠く有様となった。これにより、空襲から避退して修理を受けるため馬公に向けて脱出することとなった。マニラにいた松型3隻（杉、樫、榧）はカムラン湾に向かう。「桃」と「梅」は同時に出港したが、「梅」は海南島経由で香港へ向かうことになった。
12月15日、「桃」はスービック湾内で第38任務部隊艦載機の空襲で沈没した輸送船「鴨緑丸」（大阪商船、7,362トン）の処理を済ませた後、「第60号駆潜艇」を伴ってマニラを出港する。夜に入りマニラの北西210海里の地点で、「桃」はアメリカ潜水艦「ホークビル (USS Hawkbill, SS-366) 」の襲撃をうける。「ホークビル」はレーダーで2つの目標を探知し、19時27分に2つの目標に対して魚雷を3本ずつ発射、うち4つの命中音が聞こえた。魚雷は「桃」の第二缶室に命中し、機械室が使用不能となり「桃」は沈没した。桃の艦長・皆川芳雄少佐以下多数が戦死した。
1945年（昭和20年）2月10日、「桃」と「桑」は松型駆逐艦、帝国駆逐艦籍より除籍された。「桃」は第43駆逐隊から、「桑」は第52駆逐隊から除かれた。

## 歴代艦長
※『艦長たちの軍艦史』362頁による。

### 艤装員長
1. 益満行孝 少佐：1944年4月25日[32] - 1944年6月10日[38]

### 駆逐艦長
1. 益満行孝 少佐：1944年6月10日[38] - 1944年9月10日[64]
2. 皆川芳雄 少佐：1944年9月10日[64] - 12月15日戦死（同日付で海軍中佐）[122]

## フィクション
映画「深く静かに潜航せよ」（監督：ロバート・ワイズ、主演：クラーク・ゲーブル）では、タンカーの護衛をしていた駆逐艦モモが、主人公率いる潜水艦ナーカに撃沈される。

### 注
1. ↑  11月19日、マニラ沖合で旗艦の軽巡洋艦「五十鈴」が潜水艦の雷撃で大破、同艦を「桃」が護衛してシンガポールに送り届けた[12]。11月25日、今度は新旗艦「霜月」が潜水艦に撃沈されて第三十一戦隊司令官が戦死、「桃」は生存者46名を救助した[13]。
2. ↑  舞鶴工廠は松型計10隻（松、桃、槇、榧、椿、楡、椎、榎、雄竹、初梅）を建造した（他に未完成艦9隻）[19]。
3. ↑  当時の舞鶴工廠では、秋月型12番艦「花月」[25]、松型8番艦「槇[26]、同型11番艦「榧」[27]の建造も始まっている[23][28]。
4. ↑  姉妹艦「槇」の進水と同日付の竣工であった[36]。
5. ↑  第十一水雷戦隊司令官は高間完海軍少将[40]。当時の十一水戦旗艦は軽巡洋艦「長良」だが、サイパン逆上陸作戦や小笠原諸島輸送作戦のため横須賀所在[41]。7月中旬以降は沖縄方面輸送作戦に従事する[42]。
6. ↑  8月3日、十一水戦旗艦は「扶桑」から駆逐艦「桑」になった[50]。「長良」が8月7日に潜水艦に撃沈されたので[51]、十一水戦司令官は8月末に「多摩」が編入されるまで[52][53]、「桑」に将旗を掲げ続けた[54]。
7. ↑  「涼月」は1944年（昭和19年）1月16日に潜水艦「スタージョン」の雷撃で大破、呉工廠で大修理をおこなっていた[56]。
8. ↑  「五十鈴」は横須賀海軍工廠で整備改造工事中のため、当分の間、出撃できなかった[60]。
9. ↑  「涼月」は浸水事故のため不参加[71]。
10. ↑  『戦史叢書93巻』74ページでは「梅」が「五十鈴」の護衛、「桃、桐」が第一遊撃部隊（大和、長門、金剛）護衛となっているが[74]、第一遊撃部隊護衛は「梅」と「桐」である[78]。
11. ↑  読みは「はくばまる」ではない（『日本郵船戦時船史 下』65ページ）
12. ↑  所謂ヘルシップ（地獄船）の一隻。
13. ↑  岸見優美『地獄のレイテ輸送作戦』(2010)112頁では「桃乗組員は総員戦死」とする[123]。